# Cernîhiv, Sambir
Cernîhiv (în ucraineană Чернихів) este un sat în comuna Lukî din raionul Sambir, regiunea Liov, Ucraina.

## Demografie
Componența lingvistică a localității Cernîhiv
     Ucraineană (99,55%)
     Alte limbi (0,45%)
Conform recensământului din 2001, majoritatea populației localității Cernîhiv era vorbitoare de ucraineană (99,55%), existând în minoritate și vorbitori de alte limbi.